# Whoopie pie
En Whoopie Pie er et amerikansk bagværk, som både kan betragtes som værende en kage, en cookie eller en pie (tærte). En Whoopie Pie består af to runde kagestykker, traditionelt af enten chokolade, græskar eller ingefær, med sødt og cremet fyld imellem.

## Historie
Der er stor uenighed om, hvorfra Whoopie Pies har deres oprindelse. Nogle tilskriver det staten Maine, andre Massachusetts eller New Hampshire, andre igen mener, at kagerne stammer fra Amish-folket i Pennsylvania. En del af forklaringen på kagernes popularitet tilskrives da også den cremede blanding af marshmallow fluff i fyldet, som i kogebogenYummy Book af Durkee Mower fra 1930 siges at være en amish opskrift.